# Полісся (Полтавський район)
Сухи́нівка — село в Україні, у Кобеляцькій міській громаді Полтавського району Полтавської області. Населення становить 417 осіб.

## Географія
Село Сухинівка знаходиться за 4 км від лівого берега річки Ворскла, за 0,5 км від села Лісне. Місцевість навколо села сильно заболочена, багато зарослих озер.

## Історія
12 червня 2020 року, відповідно до розпорядження Кабінету Міністрів України № 721-р «Про визначення адміністративних центрів та затвердження територій територіальних громад Полтавської області», село увійшло до складу Кобеляцької міської громади.
19 липня 2020 року, в результаті адміністративно - територіальної реформи та ліквідації Кобеляцького району, село увійшло до складу новоутвореного Полтавського району Полтавської області.

## Населення

### Мова
Розподіл населення за рідною мовою за даними перепису 2001 року:
| Мова       | Кількість | Відсоток |
| ---------- | --------- | -------- |
| українська | 402       | 96.40%   |
| російська  | 12        | 2.88%    |
| румунська  | 2         | 0.48%    |
| білоруська | 1         | 0.24%    |
| Усього     | 417       | 100%     |

## Економіка
- Кобеляцький психоневрологічний будинок-інтернат.

## Об'єкти соціальної сфери
- Школа I ст. Школа вже років з десять як не працює

## Пам'ятки
Біля села розташований ландшафтний заказник «Жукове».